# ポンペイ最後の日 (1959年の映画)
『ポンペイ最後の日』（ポンペイさいごのひ、原題：Gli ultimi giorni di Pompei / The Last Days of Pompeii）は、1959年制作のイタリア・スペイン・西ドイツ・モナコ映画。
西暦79年、ヴェスヴィオ火山の大噴火により火山灰に埋もれて消滅したローマ帝国の街ポンペイを舞台にした初代リットン男爵エドワード・ブルワー＝リットンの小説「ポンペイ最後の日」の8度目の映画化。
当初、監督はマリオ・ボンナルドであったが、病気のため降板、セルジオ・レオーネが引き継いで完成させた。クレジットなしではあるが、レオーネの初監督作品となった。また、ルチオ・フルチがアソシエイト・プロデューサーとして参加している。

## あらすじ
西暦79年、ナポリ湾にのぞむローマ帝国の都市ポンペイ。100人隊の青年隊長グラウカスは久しぶりに故郷のこの街に帰ってきた。
その日、グラウカスは暴走する馬車から執政官アスカニウスの美しい娘アイオネを救った。2人はすぐにお互いに惹かれ合った。さらにグラウカスはムチを打たれているスリのアントニウスを助ける。その後、実家に帰ってきたグラウカスであったが、実家は強盗団に襲撃され、家族は皆殺しにされてしまっていた。実は最近、ポンペイでは謎の強盗団による襲撃事件が相次いでおり、巷では弾圧され地下に潜っているキリスト教徒の仕業ではないかという噂が広がっていた。
ある夜、ポンペイの守備隊長ガリヌスは強盗団の疑いがあるとして、キリスト教徒たちの地下集会所を襲い、彼らを捕える。アイオネからキリスト教徒は盗みをしないと聞かされたグラウカスはアントニウスと共に独自に調べを進め、本当の強盗団をつきとめる。
グラウカスはこのことをアスカニウスに報告するが、アスカニウスは愛妾のジュリアに殺されてしまう。実は彼女はローマに滅ぼされたある国の女で、ガリヌスを操ってポンペイの転覆を謀っていたのだ。例の強盗団を操っていたのもジュリアだった。
グラウカスとアイオネはジュリアの策略で捕らえられ、さらにグラウカスはアスカニウス殺しの犯人にされてしまう。キリスト教徒たちは闘技場でライオンの餌にされることになり、グラウカスとアイオネもライオンの前に引きずり出される。
グラウカスとアイオネに危機が迫ったところへアントニウスらが助けに現れる。その時、ヴェスヴィオ火山が大噴火、ポンペイは火山灰に埋もれて消滅した。グラウカスとアイオネは間一髪脱出して、海に逃れたのだった。

## キャスト
- グラウカス：スティーヴ・リーヴス
- アイオネ：クリスティーネ・カウフマン
- ニディア：バーバラ・キャロル
- アントニウス：アンヘル・アランダ
- ジュリア：アン・M・バウマン
- ガリヌス：ミンモ・パルマラ
- イシス神の司祭：フェルナンド・レイ
- アスカニウス：ギレルモ・マリン
- キリスト教徒のリーダー：カルロ・タンベルラーニ